# Коричонер, Франц
Франц Коричонер (нем. Franz Koritschoner, 23 февраля 1891 — 9 июня 1941) — австрийский политический деятель, один из основателей Коммунистической партии Австрии.

## Биография
Родился 23 февраля 1892 года в Вене. Был одним из ведущих австрийских молодых леворадикалов. Во время Первой мировой войны вёл активную пацифистскую пропаганду.
В 1918 году участвовал в создании Коммунистической партии Австрии и до 1927 года был членом её ЦК. Также редактировал партийную газету «Красное знамя». Возглавлял совет австрийских революционных профсоюзов, затем работал в Профинтерне в Москве.
27 марта 1936 года Франц Коричонер был арестован по ложному обвинению, осужден на 8 лет и был в заключении в СССР в различных тюрьмах и лагерях. В апреле 1941 года власти СССР передали Коричонера в руки нацистской Германии в Люблине. Он был немедленно арестован гестапо и отправлен в тюрьму в Вене. 3 июня 1941 года Коричонер был отправлен в концлагерь Освенцим, где был убит через несколько дней — 9 июня 1941 года.
Обвинительный приговор Коричонеру в СССР был отменен в ходе кампании по реабилитации жертв незаконных репрессий после XX съезда КПСС. Коричонер был оправдан за отсутствием состава преступления.